# Věnceslava
Věnceslava je ženské rodné jméno slovanského původu s významem Více slavná. Podle českého kalendáře má svátek 13. února. Mužskou obdobou je Věnceslav a modernější ženskou obdobou je Václava.
Zdrobnělina Věnka může znamenat „věnec“.
V roce 2016 žilo v České republice 1095 nositelek tohoto jména, jejich průměrný věk byl 71 let. Podle statistických údajů obliba tohoto jména, které se vyskytuje převážně v Čechách, postupně klesá.

## Domácké varianty
Domáckými podobami jsou Věnka, Věna, Věnuška, Slávka, Venca, Věnenka, Slavěnka.

## Cizojazyčné varianty
- Venceslava: Srbská, Chorvatská, Bulharská, Ruská
- Wienczysława: Polská

## Významné nositelky jména
- Věnceslava Hrdličková – česká spisovatelka, sinoložka a japanoložka
- Věnceslava Kratochvílová-Lorenzová – česká spisovatelka a novinářka
- Věnceslava Lužická – vlastenecká spisovatelka